# Александар Катаї
Александар Катаї (серб. Александар Катаи / Aleksandar Katai, нар. 6 лютого 1991, Србобран) — сербський футболіст, півзахисник, фланговий півзахисник клубу «Црвена Звезда».
Виступав, зокрема, за клуби «Воєводина», «Алавес» та «Чикаго Файр», а також національну збірну Сербії.

## Клубна кар'єра
У дорослому футболі дебютував 2009 року виступами за команду клубу «Воєводина», в якій провів два сезони, взявши участь у 29 матчах чемпіонату. 
Згодом з 2009 по 2011 рік грав у складі команд клубів «Паліч», «Олімпіакос» та ОФІ.
Своєю грою за останню команду знову привернув увагу представників тренерського штабу клубу «Воєводина», до складу якого повернувся 2011 року. Цього разу відіграв за команду з Нового Сада наступні два сезони своєї ігрової кар'єри.
Протягом 2013—2014 років захищав кольори команди клубу «Платаніас».
У 2014 році уклав контракт з клубом «Црвена Звезда», у складі якого провів наступні два роки своєї кар'єри гравця.  Більшість часу, проведеного у складі «Црвени Звезди», був основним гравцем команди. У складі «Црвени Звезди» був одним з головних бомбардирів команди, маючи середню результативність на рівні 0,44 голу за гру першості.
До складу клубу «Алавес» приєднався 2016 року. Відтоді встиг відіграти за баскський клуб 15 матчів в національному чемпіонаті.

## Виступи за збірну
Протягом 2011–2012 років залучався до складу молодіжної збірної Сербії. На молодіжному рівні зіграв у 6 офіційних матчах.
| Дата       | Місто      | Господарі  | Результат               | Гості      | Турнір            | Голи | Примітки |
| ---------- | ---------- | ---------- | ----------------------- | ---------- | ----------------- | ---- | -------- |
| 13-11-2015 | Острава    | Чехія      | 4 – 1                   | Сербія     | товариський матч  | -    | 59'      |
| 5-9-2016   | Белград    | Сербія     | 2 – 2                   | Ірландія   | Відбір до ЧС 2018 | -    | 81' 83'  |
| 6-10-2016  | Кишинів    | Молдова    | 0 – 3                   | Сербія     | Відбір до ЧС 2018 | -    | 46'      |
| 9-10-2016  | Белград    | Сербія     | 3 – 2                   | Австрія    | Відбір до ЧС 2018 | -    | 66'      |
| 12-11-2016 | Кардіфф    | Уельс      | 1 – 1                   | Сербія     | Відбір до ЧС 2018 | -    | 1' 90'   |
| 15-11-2016 | Харків     | Україна    | 2 – 0                   | Сербія     | товариський матч  | -    | 69'      |
| 10-6-2019  | Белград    | Сербія     | 4 – 1                   | Литва      | Відбір до ЧЄ 2020 | -    | 87'      |
| 7-9-2019   | Белград    | Сербія     | 2 – 4                   | Португалія | Відбір до ЧЄ 2020 | -    | 83'      |
| 10-9-2019  | Люксембург | Люксембург | 1 – 3                   | Сербія     | Відбір до ЧЄ 2020 | -    | 46'      |
| 12-11-2020 | Белград    | Сербія     | 1 – 1 д.ч. (4 – 5 п.п.) | Шотландія  | Відбір до ЧЄ 2020 | -    | 71'      |
| Усього     |            | Матчів     | 10                      |            | Голів             | 0    |          |

## Титули і досягнення
- Чемпіон Сербії (6):

«Црвена Звезда»: 2015-16, 2020-21, 2021-22, 2022-23, 2023-24, 2024-25
- Володар Кубка Сербії (5):

«Црвена Звезда»: 2020-21, 2021-22, 2022-23, 2023-24, 2024-25